# فرودگاه زرنیانین
فرودگاه زرنیانین (به انگلیسی: Zrenjanin Airport) (به زبان بومی: Aerodrom Zrenjanin) یک فرودگاه همگانی  با کد یاتا ZRE است که یک باند فرود چمن دارد و طول باند آن ۱۲۰۰ متر است. این فرودگاه در شهر  زرینیانن کشور صربستان قرار دارد و در ارتفاع ۷۵ متری از سطح دریا واقع شده است.